# حفاظت‌گاه آسمان تاریک

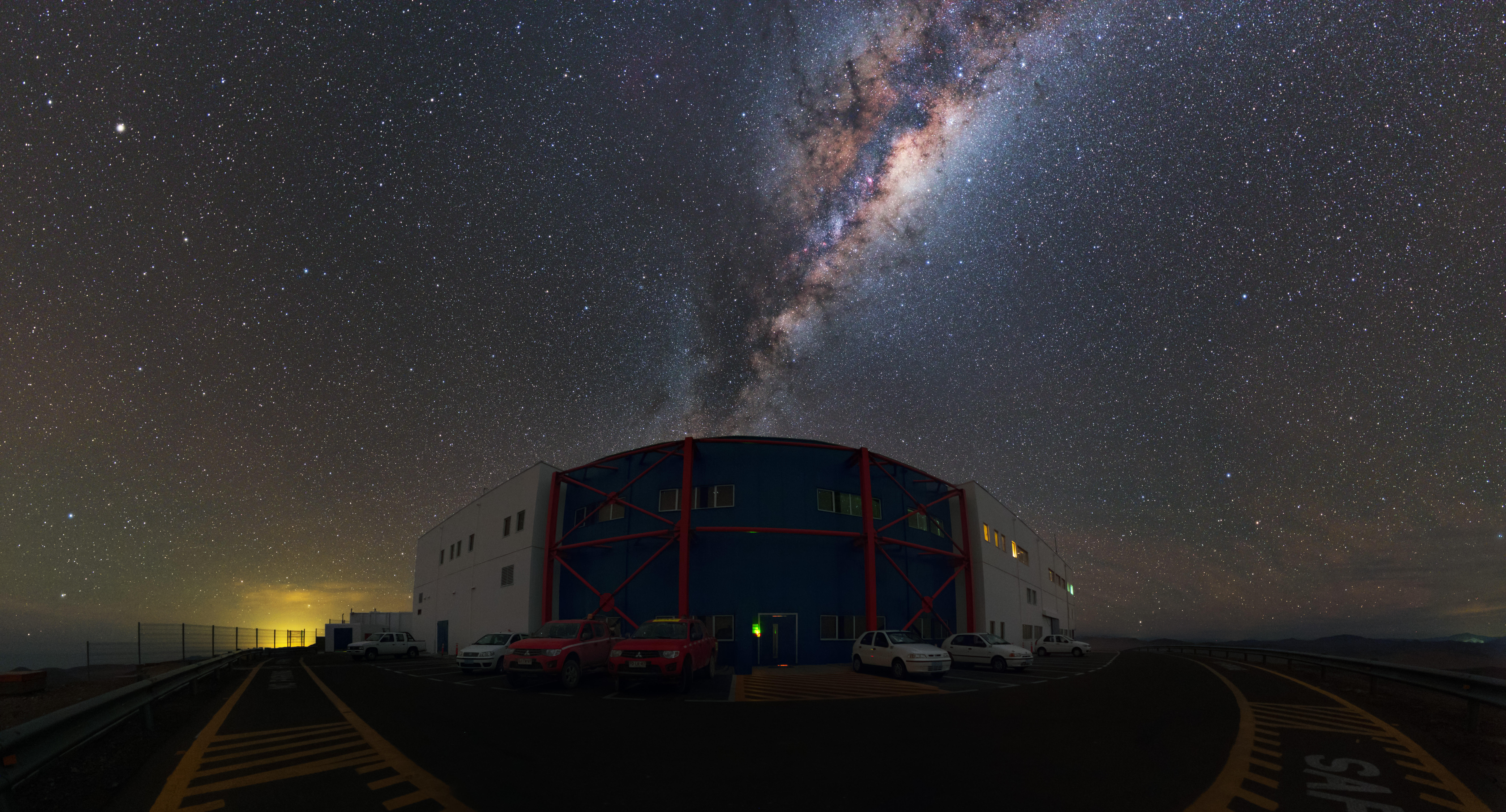
حفاتگاه آسمان تاریک که باعث رصدهای با کیفیت آسمان می‌شود واقع در رصدخانه پارانال

حفاظتگاه آسمان تاریک یا منطقه حفاظت شده آسمان تاریک (Dark-Sky Preserve-DSP) منطقه‌ای است که معمولاً در اطراف یک پارک یا رصدخانه قرار دارد که در آن آلودگی نوری مهار شده‌است. هدف از ایجاد یک حفاظت‌گاه آسمان تاریک عموماً ارتقاء فعالیت‌های نجومی و رصد آسمان است. از آنجا که سازمان‌های مختلفی در سطح بین‌الملل به‌طور مستقل چنین مناطقی را ایجاد کرده‌اند، استانداردهای مختلفی برای آن مورد استفاده قرار گرفته‌است. به همین دلیل انجمن بین‌المللی آسمان تاریک (IDA) سعی در ارائه تعریفی واحد برای برپا سازی چنین محیط‌هایی نموده‌است.
در سال ۱۹۹۳، ایالت میشیگان در ایالات متحده آمریکا زمینی را به عنوان «حفاظتگاه آسمان تاریک» در ناحیه تفریحی دریاچه هادسون نامگذاری کرد. در سال ۱۹۹۹، اولین حفاظتگاه دائمی در جنوب انتاریو تأسیس شد. با این وجود، مناطق حفاظت شده از آلودگی نوری خیلی قبل تر از آن در اطراف رصدخانه‌ها ایجاد شده بودند.
IDA مناطق حفاظت شده در سراسر جهان را شناسایی می‌کند. رصدخانه مگانتیک در کبک، اولین سایتی است که در سال ۲۰۰۷ به عنوان پایگاه بین‌المللی آسمان تاریک شناخته شد. IDA همچنین پل طبیعی یادبود ملی در یوتا را به عنوان اولین پارک بین‌المللی آسمان تاریک در جهان شناخته‌است.
در نگاه اول اینطور استنباط می‌شود که حفاظت‌گاه آسمان تاریک باید به اندازه کافی تاریک باشد تا فعالیت‌های نجومی را تسهیل کند و تنها مختص به آن است اما همیشه به این صورت نیست. پروتکل روشنایی برای حفاظت از آسمان تاریک بر اساس حساسیت حیات وحش به نور مصنوعی در شب نیز تعریف شده‌است. به این معنی که روشنایی در محیط تحت حفاظت به قدری باشد که حیات وحش منطقه را به مخاطره نیاندازد.